# Кастро, Росалия де
Росали́я де Ка́стро (исп. Rosalía de Castro; 24 февраля 1837, Сантьяго-де-Компостела — 15 июля 1885, Падрон, провинция Ла-Корунья) — испанская писательница, писала на галисийском и испанском языках. Входит в триаду великих поэтов галисийского возрождения наряду с Мануэлом Курросом Энрикесом и Эдуардо Пондалом. Жена Мануэла Мурги́и.

## Жизнь и творчество
Родилась от неизвестного отца, воспитывалась тетками в деревне, переехала жить к матери в десятилетнем возрасте. Вышла замуж за известного в Галисии писателя и историка Мануэля Мургию, родила семерых детей. Часто болела, умерла от рака.
В 1891 году прах поэтессы перенесен в Пантеон прославленных галисийцев (собор Санто-Доминго-де-Бонавал в Сантьяго-де-Компостела).
Согласно Б. П. Нарумову, сборники «Галисийские песни» и «Новые листья» принадлежат к вершинам галисийской поэзии XIX века. Но, по мнению романиста, возобновив литературную традицию галисийского языка и заняв высокое место в истории литературы, поэтесса не избрала приоритетом творчества создание единой нормы, посему современные исследователи полагают, что «как в прозе, так и в поэзии трудно рассматривать Росалию в качестве классика галисийского языка». Тексты Кастро содержат большое количество кастилизмов.

## Произведения

### Поэзия
- «Галисийские песни» (Cantares gallegos, 1863, на галисийском языке)
- «Новые листья» (Follas novas, 1880, на галисийском языке)
- «На берегах Сара» (En las orillas del Sar, 1884, на испанском языке)

### Проза
- La hija del mar (1859, на испанском языке)
- Contos da miña terra (1864, на галисийском языке)
- El caballero de las botas azules (1867, на испанском языке)
- El primer loco (1881, на испанском языке)

## Признание
Центральная фигура решурдименто — возрождения галисийского языка и литературы 2-й половины XIX века. Стихи поэтессы высоко ценили Антонио Мачадо, Хуан Рамон Хименес, Федерико Гарсиа Лорка. Поэзия Росалии неоднократно издавалась в переводах на кастильском, каталанском, английском, немецком, итальянском, русском языках.
17 мая 1963 года Королевская галисийская академия впервые отмечала День галисийской литературы, приуроченный к столетию первого издания сборника Кастро «Галисийские песни» (1863).

## Семья

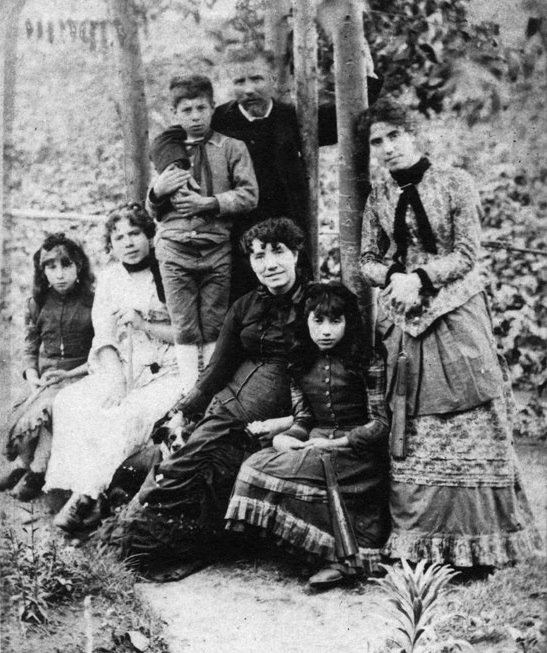
Последнее фото с мужем и детьми, ок. 1884

- - Мануэль Мурги́я (Manuel Antonio Martínez Murguía) — супруг (1833—1923)
  - Алехандра Мурги́я (Alejandra Murguía) — дочь (1859—1937)
  - Аура (Aura) — дочь (1868—1942)
  - Гала (Gala) — дочь (1871—1964)
  - Овидио Мурги́я (Ovidio Murguía) — сын, художник (1871—1900)
  - Амара (Amara) — дочь (1873—1921)
  - Адриано (Adriano) — сын (1875—1876)
  - Валентина (Valentina) — дочь (1877—1877)

## Публикации на русском языке
- Европейская поэзия XIX века. М.: Художественная литература, 1977, с. 442—445 (Библиотека всемирной литературы)
- Жемчужины испанской лирики. М.: Художественная литература, 1985, с. 127—132
- Росалия де Кастро. Стихи // Антология галисийской литературы. Том Х. Общ. ред. Елены Зерновой; предисловие Шесуса Алонсо Монтеро. Центр галисийских исследований СПбГУ. Санкт-Петербург, 2005.
- Росалия де Кастро. Галисийские песни // Антология галисийской литературы. Том XVIII. Общ. ред. Елены Зерновой. Центр галисийских исследований СПбГУ. Санкт-Петербург, 2013.

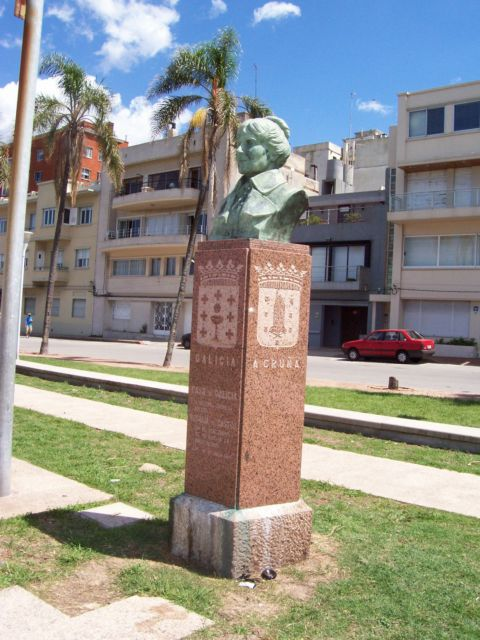
Памятник Росалии де Кастро на Галисийской площади в Монтевидео
Дом-музей Росалии де Кастро
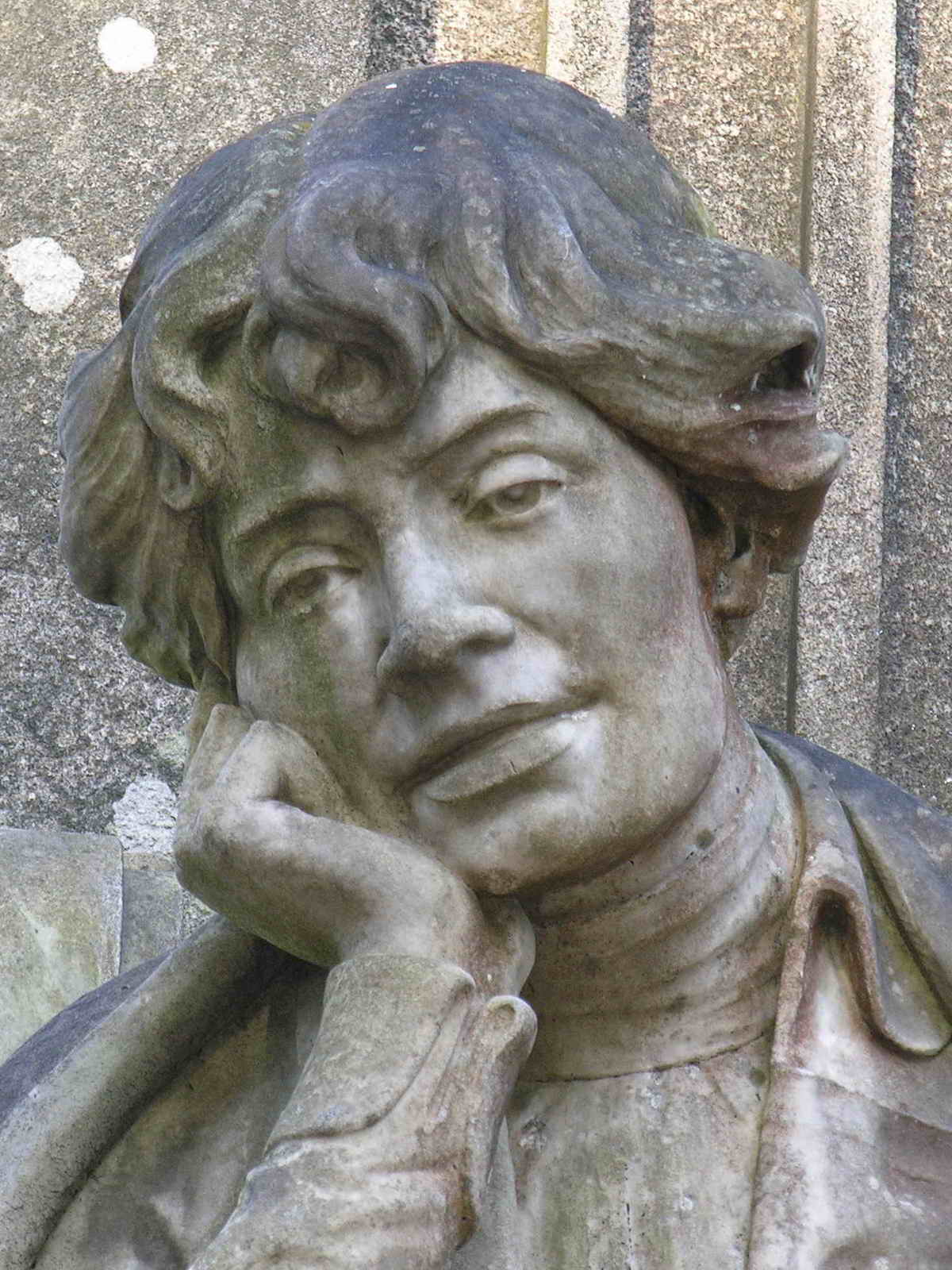
Памятник Росалии де Кастро в Сантьяго-де-Компостела

## Память
Именем поэтессы названы многочисленные общественные пространства, парки, улицы, культурные ассоциации и учебные центры в Испании, в России, Венесуэле и Уругвае.

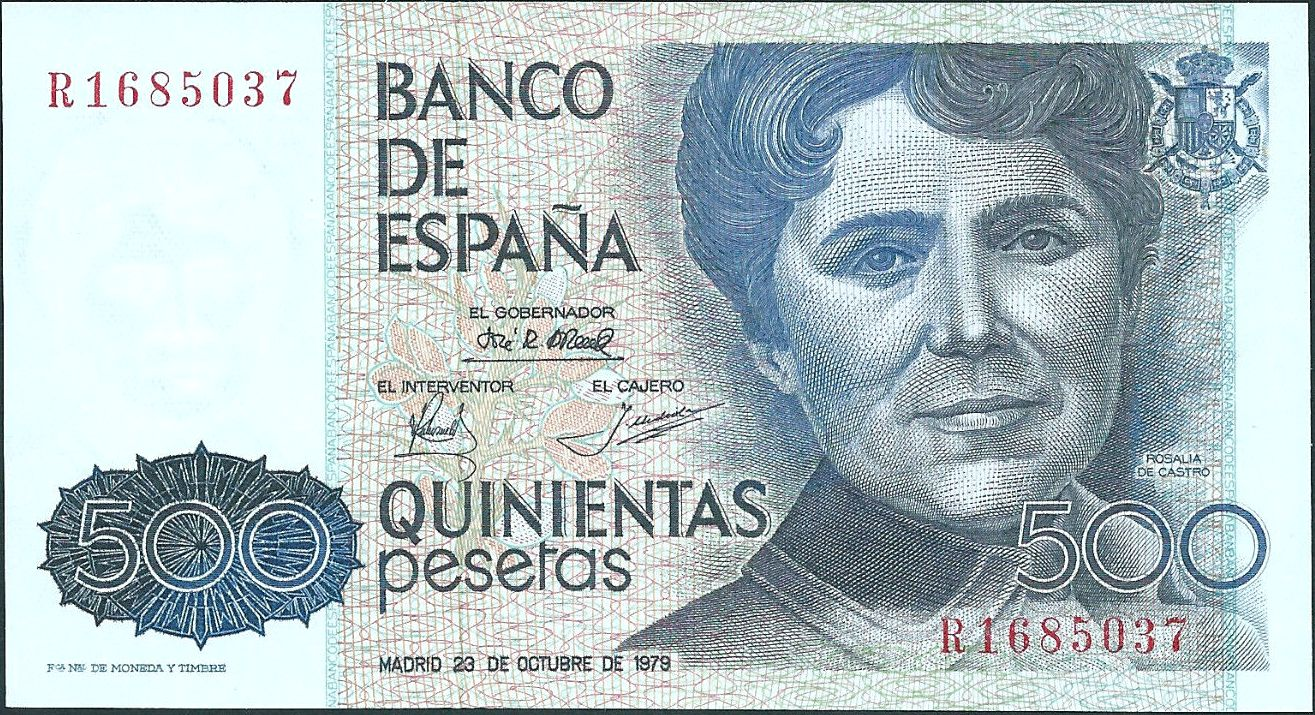
Банкнота 500 песет

23 октября 1979 года была выпущена банкнота номиналом 500 песет, на лицевой стороне которой был напечатан портрет Розалии де Кастро, а на оборотной стороне —дом-музей писательницы, расположенный в Падроне, и рукописные строки из поэмы «Новые листья». Таким образом, Росалия де Кастро, наряду с Изабеллой Католической, стала единственной неаллегорической героиней, изображенной на аверсе испанской банкноты.
В 1994 году Международный астрономический союз присвоил имя Росалии де Кастро кратеру на поверхности Венеры.
17 декабря в 2019 года, в ходе интернет-голосования в рамках международного проекта МАС «NameExoWorlds» по выбору имени для звезды и одной из ее планет, по инициативе Астрономической ассоциации Ла-Коруньи, звезда HD 149143 из созвездия Змееносца, и планета HD 149143 b, были названы именами Rosalíadecastro и Riosar соответственно.